# Philetairosz pergamoni király
Philetairosz (ógörögül: Φιλέταιρος i. e. kb. 343-263), Pergamon fejedelme, az önálló Pergamoni Állam megalapítója, aki bámulatos ügyességgel manőverezett a diadochoszok egymás közti harcaiban. Diplomáciai fortélyokkal , fegyveres küzdelmek nélkül és némi hűtlenséggel érte el egy saját, önálló birodalom létrehozását, ami egy évszázadon keresztül a görög kultúra és művészet egyik fellegvára lett.

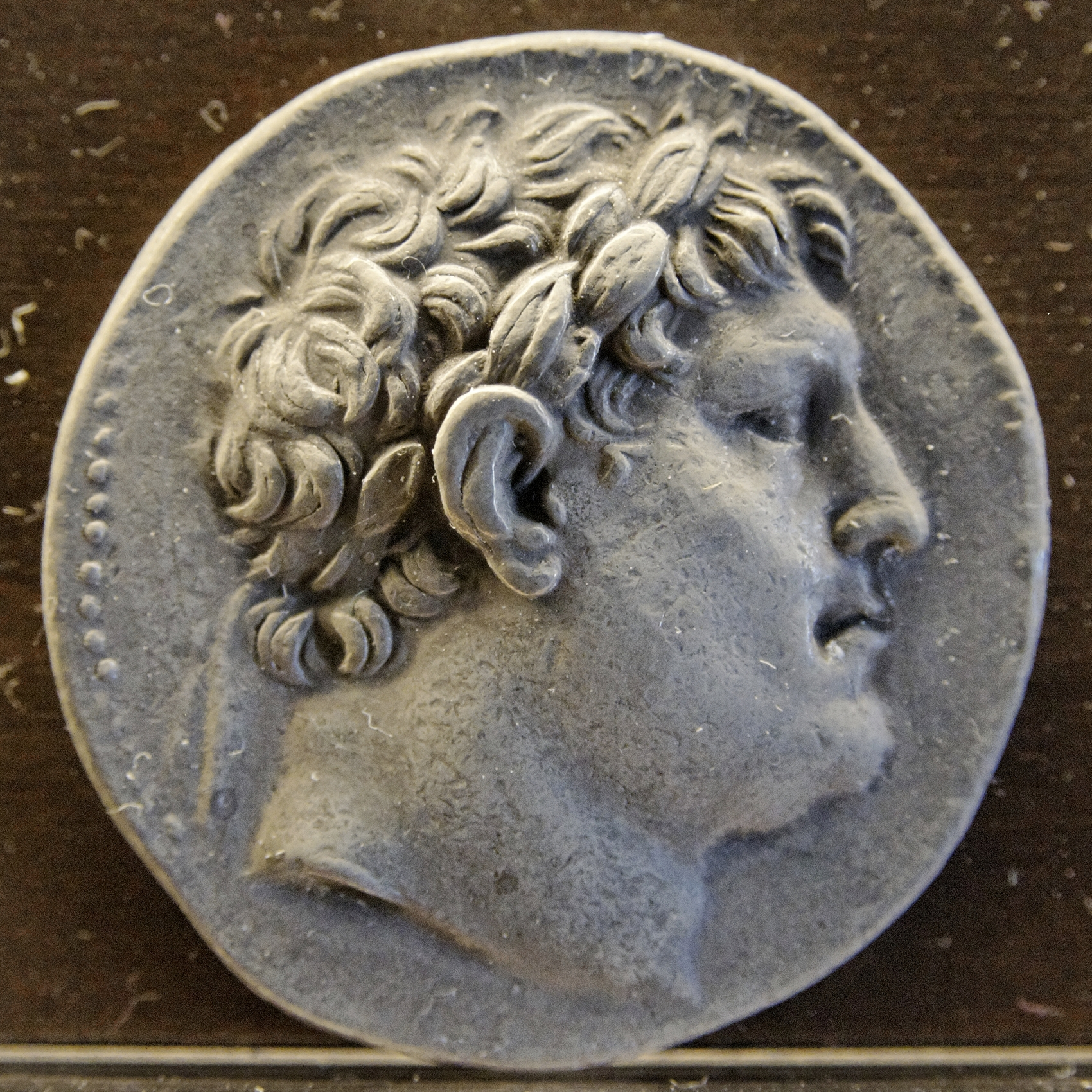
Philetairosz portréja I. Eumenész ezüst pénzén

## A hatalmi viszonyok Philetairosz korában
III. Alexandrosz (Nagy Sándor) halála után a makedón vezérek egymás között osztották fel a birodalmat. Azonban mindegyik a fennhatósága alá került területeknek a másik rovására történő növelésén, végső célként Nagy Sándor birodalmának helyreállításán munkálkodott. Az i. e. 4. század utolsó két évtizede lényegében örökösödési háborúk sorozata volt az új egyeduralom eléréséért. A korszak főszereplői így Antigonosz Monophtalmosz, Lüszimakhosz, I. Szeleukosz és I. Ptolemaiosz Szótér voltak, akik váltakozva küzdöttek egymással időnként szövetségesként, máskor meg ellenségként.

## Philetairosz életútja
Philetairosz a teoszi Attalosz és annak paphlagóniai származású feleségének fiaként látta meg a napvilágot. Felnőttként katonai pályafutását Antigonosz Monophtalmosz seregében alacsonyabb rangú parancsnokként kezdte. Az i. e. 301-ben lezajlott ipszoszi csata után – melyben Antigonosz is elesett – a Trákiát uralma alatt tartó Lüszimakhosz szolgálatába állt. Valószínűleg megbízható alárendelt volt, mert egy nagyon felelősségteljes és kényes feladattal bízta meg Lüszimakhosz. Kinevezte Pergamon vára parancsnokának, melyben neki kellett őriznie az ott elhelyezett 9000 talentonra taksált hatalmas kincset. Amikor kapcsolata megromlott Lüszimakhosszal, újabb pártfogót keresett és I. Szeleukosz táborába állt át. Ezután a körülmények Philetairosz számára kedvezően alakultak, mert i. e. 281-ben Lüszimakhosz elesett a Kürupedionnál vívott ütközetben, majd röviddel ezután I. Szeleukoszt is megölték. Az önállóság így szinte az ölébe hullott Philetairosznak, aki az alkalmat kihasználva óvatosan nekilátott egy független uralkodóház megalapításának. Saját pénzt veretett, bár az érmék egyik oldalán mindvégig Szeleukosz portréja szerepelt és csak a hátoldalon volt olvasható Philetairosz neve, mellyel jelezte fejedelmi helyzetét. Országának területét is növelte uralkodása alatt, melyet i. e. 278-276-ban megvédelmezett a kelták ellen, akik betörtek Kisázsia nyugati részére. Tekintve, hogy vér szerinti utódai nem születtek – állítólag eunuch volt –, ezért örökbe fogadta az unokaöccseit, akik közül I. Eumenész (i. e. 263-241) viselte először a Pergamon királya címet. A király istenné avatta a dinasztiaalapító Philetairoszt és pénzeire már annak portréját verette. A dinasztiát Attaloszról, Phileairosz apjáról nevezték el Attalidának.

## Történelmi értékelése
Philetairosz hatalomra jutása és uralkodása unikumnak minősíthető a korban. Hisz azokban az évtizedekben a testvérgyilkosság, a méregkeverés, az árulások és a puszta erőszak tombolt a hatalom csúcsain. Philetairosz azonban csendes kivárással, ésszel és diplomáciával szerezte meg a hatalmat és teremtett egy új, virágzó államot és dinasztiát Kisázsiában.
Sztrabón szerint Philetairosz a Lüszimakhosszal szembeni hűtlenséget is annak felesége miatt követte el, miután az megrágalmazta. Ezután ügyes politikával mindig ahhoz csatlakozott, aki éppen hatalmasabb volt, vagy a közelben tartózkodott. Így sikerült neki két évtizeden át a kincstárat és az erődöt megőriznie.